# Laetmogone wyvillethomsoni
Laetmogone wyvillethomsoni (лат.) — вид голотурий отряда боконогих. Бентосные животные. Встречаются в полярных водах крайнего юга Атлантики у берегов Антарктиды. Они безвредны для человека, объектами промысла не являются, их охранный статус не определен.